# Олександрівська селищна рада (Краматорський район)
Олекса́ндрівська се́лищна ра́да — орган місцевого самоврядування Олександрівської селищої громади в Краматорському районі Донецької області. Адміністративний центр — смт Олександрівка.

## Населені пункти
Селищній раді підпорядковані населені пункти:
- смт Олександрівка
- с. Варварівка
- с. Дмитро-Дар'ївка
- с. Левадне
- с. Надеждівка
- с. Новополтавка
- с. Петрівка Перша
- с. Софіївка

## Склад ради
Рада складається з 30 депутатів та голови.
- Голова ради: Борисевич Людмила Вікторівна

### Керівний склад попередніх скликань
| Прізвище, ім'я, по батькові  | Основні відомості                                                        | Дата обрання | Дата звільнення |
| ---------------------------- | ------------------------------------------------------------------------ | ------------ | --------------- |
| Незнанов Анатолій Григорович | Селищний голова, 1958 року народження, освіта вища, член Партії регіонів | 26.03.2006   | 31.10.2010      |
| Незнанов Анатолій Григорович | Селищний голова, 1958 року народження, освіта вища, член Партії регіонів | 31.10.2010   | 18.03.2012      |
| Борисевич Людмила Вікторівна | Селищний голова, 1962 року народження, освіта вища, позапартійна         | 18.03.2012   |                 |

Примітка: таблиця складена за даними сайту Верховної Ради України

### Депутати
За результатами місцевих виборів 2010 року депутатами ради стали:

#### За суб'єктами висування
| Суб'єкт висування | Кількість обраних депутатів | %    |
| ----------------- | --------------------------- | ---- |
| Партія регіонів   | 28                          | 93,3 |
| Самовисування     | 2                           | 6,7  |

#### За округами
| № округу        | Прізвище, ім'я, по батькові     | Дата визнання обраним | Освіта           | Партійна приналежність | Відомості про обраного депутата                                                         |
| --------------- | ------------------------------- | --------------------- | ---------------- | ---------------------- | --------------------------------------------------------------------------------------- |
| Партія регіонів |                                 |                       |                  |                        |                                                                                         |
| 2               | Панібратченко Любов Іванівна    | 03.11.2010            | вища             | член Партії регіонів   | Олександрівська селищна рада, секретар                                                  |
| 3               | Солдатенко Іван Григорович      | 03.11.2010            | вища             | член Партії регіонів   | Станція медичної допомоги, головний лікар                                               |
| 4               | Ільченко Валентина Михайлівна   | 03.11.2010            | вища             | член Партії регіонів   | Олександрівська селищна рада, спеціаліст                                                |
| 5               | Плисюк Анатолій Миколайович     | 03.11.2010            | вища             | член Партії регіонів   | Олександрівська ЦРЛ, лікар терапевт                                                     |
| 6               | Кисловська Олена Миколаївна     | 03.11.2010            | вища             | член Партії регіонів   | Олександрівська загальноосвітня школа, вчитель                                          |
| 7               | Біліченко Ігор Валерійович      | 03.11.2010            | вища             | член Партії регіонів   | приватний підприємець                                                                   |
| 8               | Остапчук Олексій Петрович       | 03.11.2010            | вища             | член Партії регіонів   | Управління агропромислового розвитку РДА, головний спеціаліст                           |
| 9               | Шпак Олександр Іванович         | 03.11.2010            | вища             | член Партії регіонів   | Красноармійський ПЧ-2, монтер колії                                                     |
| 10              | Литвин Анатолій Петрович        | 03.11.2010            | вища             | член Партії регіонів   | пенсіонер                                                                               |
| 11              | Белоусова Любов Іванівна        | 03.11.2010            | вища             | член Партії регіонів   | приватний підприємець                                                                   |
| 12              | Геряк Тамара Іванівна           | 03.11.2010            | вища             | член Партії регіонів   | Олександрівська селищна рада, завідувач військово-обліковим столом                      |
| 13              | Холодирєва Людмила Петрівна     | 03.11.2010            | вища             | член Партії регіонів   | приватний підприємець                                                                   |
| 14              | Скиба Борис Андрійович          | 19.03.2012            | середня          | член Партії регіонів   | Краматорське управління газифікації і гозопостачання, Олександрівська дільниця, майстер |
| 15              | Хлібець Алла Іларіонівна        | 03.11.2010            | вища             | член Партії регіонів   | Олександрівський ЖКП, бухгалтер                                                         |
| 16              | Левченко Олена Валеріївна       | 03.11.2010            | вища             | член Партії регіонів   | домогосподарка                                                                          |
| 17              | Оніпко Олексій Олексійович      | 03.11.2010            | вища             | член Партії регіонів   | Олександрівська загальноосвітня школа, директор                                         |
| 18              | Линкін Дмитро Сергійович        | 03.11.2010            | незакінчена вища | член Партії регіонів   | Олександрівський РЕМ, начальник                                                         |
| 19              | Голуб Юрій Борисович            | 03.11.2010            | незакінчена вища | член Партії регіонів   | Олександрівська ЦРЛ, лікар-гінеколог                                                    |
| 20              | Гурський Валерій Костянтинович  | 03.11.2010            | незакінчена вища | член Партії регіонів   | Олександрівська ЦРЛ, лікар-психіатр                                                     |
| 21              | Кухтик Віталій Іванович         | 03.11.2010            | незакінчена вища | член Партії регіонів   | Олександрівський районний центр зайнятості, заступник начальника                        |
| 22              | Сиплива Ірина Борисівна         | 03.11.2010            | вища             | член Партії регіонів   | Олександрівське районне фінансове управління, начальник                                 |
| 23              | Ященко Галина Костянтинівна     | 03.11.2010            | середня          | член Партії регіонів   | Олександрівська загальноосвітня школа, кухар                                            |
| 24              | Рибчич Ганна Миколаївна         | 03.11.2010            | вища             | член Партії регіонів   | Олександрівська загальноосвітня школа, кухар                                            |
| 25              | Гетьманський Олександр Павлович | 03.11.2010            | вища             | член Партії регіонів   | Олександрівський районний центр зайнятості, заступник начальника                        |
| 26              | Сиплива Надія Миколаївна        | 03.11.2010            | середня          | член Партії регіонів   | ТОВ «Петровське», бухгалтер                                                             |
| 27              | Здельнік Галина Іванівна        | 03.11.2010            | вища             | член Партії регіонів   | Олександрівська райдержадміністрація, начальник організаційно-кадрового відділу         |
| 28              | Мочалов Валентин Петрович       | 03.11.2010            | вища             | член Партії регіонів   | пенсіонер                                                                               |
| 29              | Пелеханов Федір Анатолійович    | 03.11.2010            | середня          | член Партії регіонів   | Олександрівський РЕМ, електрик                                                          |
| Самовисування   |                                 |                       |                  |                        |                                                                                         |
| 1               | Шелестов Євген Анатолійович     | 09.09.2013            | вища             | член Партії регіонів   | Олександрівський «Автодор», робітник                                                    |
| 30              | Сорокіна Валентина Петрівна     | 03.11.2010            | вища             | член Партії регіонів   | пенсіонер                                                                               |